# Поденцано
Поденцано (итал. Podenzano) је насеље у Италији у округу Пјаченца, региону Емилија-Ромања.
Према процени из 2011. у насељу је живело 5901 становника. Насеље се налази на надморској висини од 120 м.

## Становништво
Према резултатима пописа становништва 2011. у општини је живело 8.990 становника.
| 1931. | 1936. | 1951. | 1961. | 1971. | 1981. | 1991. | 2001. | 2011. |
| ----- | ----- | ----- | ----- | ----- | ----- | ----- | ----- | ----- |
| 4.641 | 4.683 | 5.337 | 5.173 | 5.431 | 5.997 | 6.603 | 7.491 | 8.990 |